# Déianeira

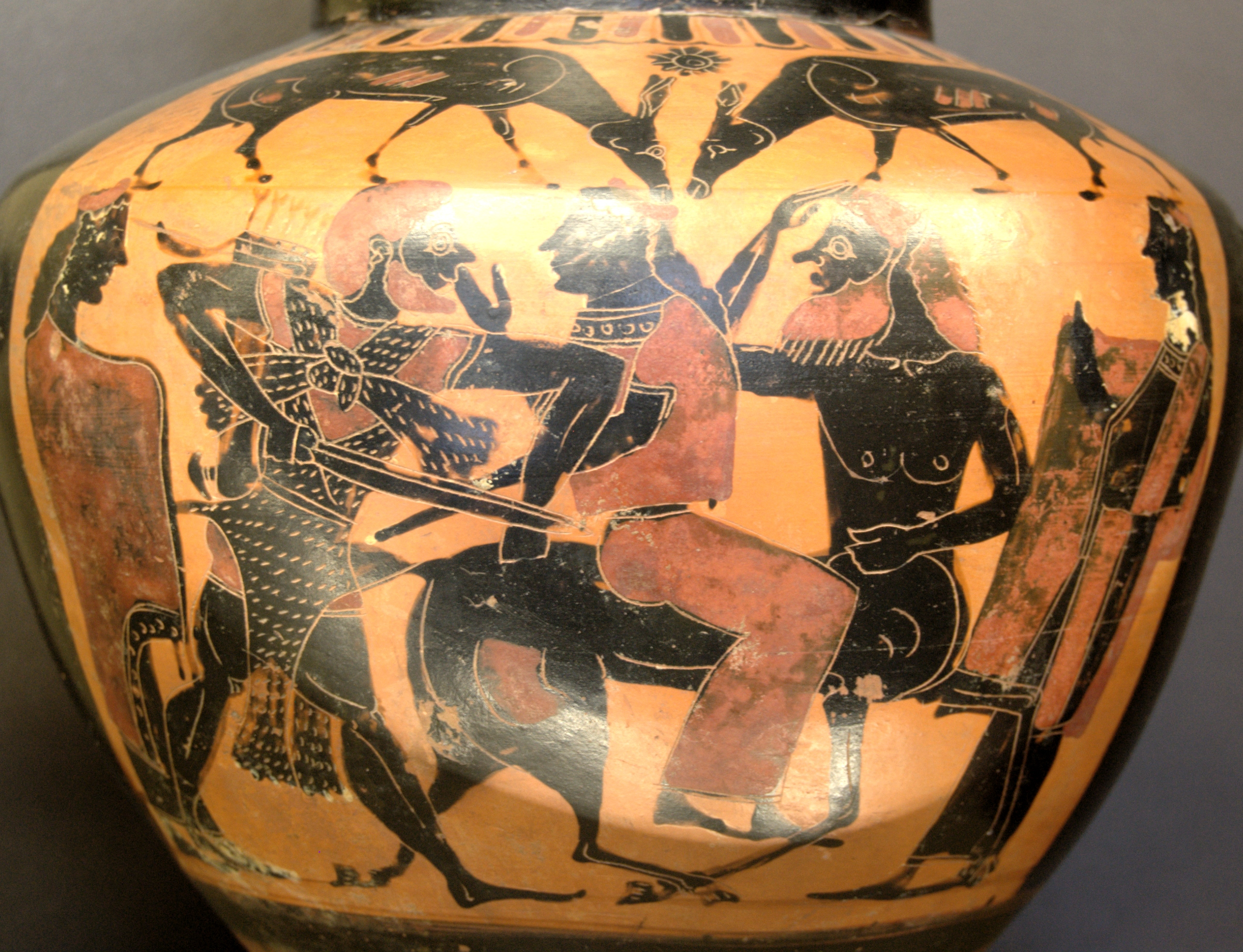
Déianeira egy athéni fekete alakos vázán

Déianeira (ógörögül: Δηιάνειρα) a legendás görög hős, Héraklész (Hercules) felesége a görög mitológiában, Oineusz kalüdóni király és Althaia leánya. Apja esetleg Oineusz helyett Dionüszosz is lehet. Testvére Meleagrosz, féltestvére Tüdeusz, Gorgé és Óleniasz.

## Története
Déianeira Meleagrosz húga, s amikor a hős Héraklész az alvilágban járt, ígérte meg, hogy feleségül veszi védtelen húgát. Déianeira azonban nem volt nagyon védtelen, értett a kocsihajtáshoz és Héraklésznak Akhelóosszal is meg kellett küzdeni a kezéért. Sokáig Kalüdónban éltek. Öt gyermeket szült neki (Hüllosz, Ktészipposz, Glenosz, Onitész, Makaria). Innen Tirünszbe kellett menekülniük, illetve Héraklész önkéntes száműzetésbe vonult Arkhitelész fia, Eunomosz véletlen megölése miatt.
Útközben egy folyón keltek át, s az asszonyt egy kentaur, Nesszosz vitte át a hátán. Erőszakoskodott vele, és az asszony sikítására a férje megölte a kentaurt. A kentaur egy nagy titkot árult el még Déianeirának: fogja fel az ő vérét és vegyítse el az ondójával, mert azzal örök hűségre kötelezheti a férjét. Amikor évekkel később Héraklész beleszeretett Ioléba, úgy akarta visszahódítani, hogy a szerelmi varázsszernek gondolt keverékkel preparált köpenyt küldött neki. Héraklész ettől halt meg, Déianeira pedig bánatában öngyilkos lett.